# Sárváry Elek
Sárváry Elek (Derecske, 1834. július 24. – Debrecen, 1896. december 21.) hírlapíró, fordító. Sárváry Pál debreceni professzor unokája.

## Pályája
Sárváry Jakab ügyvéd fia. Szerkesztette Debrecenben a Hortobágy című vegyes tartalmú hetilapot 1861. október 10-től 1867. június 23-ig. 1867. július 1-jétől pedig az akkor megindult Debreceni lapokat. 1873-ban meghalt apja és fiatal (akkor huszonnégy éves) felesége. Az 1896-ban megjelent pár soros gyászjelentés szerint halálakor „özvegyet s öt árvát hagyott hátra”.
Eredeti, valamint francia, angol és orosz nyelvből fordított elbeszéléseket (beszélyeket) közölt a lapokban. Cikkei, fordításai, elbeszélései és költeményei a következő hírlapokban és albumokban jelentek meg: Divatcsarnok (1854. beszélyek ford. Sue után, 1859. eredeti és ford. beszélyek); Pesti Napló (1854. 143. sz. könyvism.); Hölgyfutár (1858. francia beszély Enoult után ford.); Nővilág (1858. beszély Pichot után franciából ford., 1859. Mekka eredete); Szépirodalmi Közlöny (1858. Otway, Angol írók irodalmi életéből és tört. beszély, Marino Vreta beszélye, ford.); Debreceni Emlény (1860. költ. Byron után és beszély); Debreceni Közlöny (1860. 2., 3-10. sz. Frangepán Erzsébet, tört. beszély); Csokonai Album (1861. Enyingi Török Bálint); Falusi Gazda (1863. I. 26. sz. Nyári és téli póttakarmány előállítása); Igazmondó (1869. 31., 32. népies elbeszélés); főleg mint sportíró a Vadász- és Versenylapnak főmunkatársa volt.
Leggyakoribb írói álneve Ujkéri volt.

## Munkái
- Akácvirágok. Beszélyfüzér. Pest, 1860.
- Magyar hölgyek életrajzai. Debrecen, 1860. (Kulini Nagy Benővel együtt. Ism. Szépirodalmi Figyelő I. 2. sz.[4]
- Delnő. Regény. Irta Vonliarliarsky. Magyaritá. Debrecen, 1860.
- Történelmi képek. Debrecen, 1861. Két kötet.
- Theuriet, A Buzavirágék háza. Ford. Ujkéri. Budapest, 1879. (Olcsó Könyvtár 69.)
- Theuriet, Veronika asszony. Ford. Ujkéri. Budapest, 1881. (Olcsó Könyvtár 119.)
- A vak zenész. Orosz regény. Irta Korolenko W., ford. Ujkéri. Budapest, 1893. (Athenaeum Olvasó tára. I. 19.).
- Elena férje. Regény. Irta Giovanni Verga. Olaszból ford. Ujkéri. Budapest, 1893. (Athenaeum Olvasó tára II. 15.)